# Peter Buck
Peter Lawrence Buck nasceu em 6 de dezembro de 1956. É guitarrista e co-fundador da banda R.E.M junto com Michael Stipe, Mike Mills e Bill Berry. Foi considerado o 94º melhor guitarrista de todos os tempos pela revista norte-americana Rolling Stone. Tocou no oitavo álbum de estúdio do cantor e violonista brasileiro Nando Reis, Jardim-Pomar.